# هزارتو (فیلم ۱۹۸۶)
هزارتو (به انگلیسی: Labyrinth) فیلمی ۱۰۱ دقیقه‌ای به کارگردانی جیم هنسن با بازی دیوید بویی و جنیفر کانلی است.